# حي الكهرباء
حي الكهرباء: هو إحدى الأحياء في قضاء بيجي التابع لمحافظة صلاح الدين في العراق يبعد عن مركز المدينة بحوالي ثلاثة كيلومترات. يسكن فيه موظفو ومهندسو بيجي الذين يعملون في محطة توليد الطاقة الكهربائية هناك.